# بومی (فیلم ۲۰۱۷)
بومی (به هندی: Bhoomi) فیلمی محصول سال ۲۰۱۷ و به کارگردانی اومانگ کومار است. در این فیلم بازیگرانی همچون سانجی دات، ادیتی رائو حیدری، سیدهانت گوپتا، شاراد کلکار، سانی لئونه ایفای نقش کرده‌اند.